# Boyd Escarpment
La Boyd Escarpment è una scarpata antartica costituita da roccia e neve, che si estende per 19 km in direzione nordest dal Wujek Ridge, nel Dufek Massif, dei Monti Pensacola in Antartide. 
La denominazione è stata assegnata dall'Advisory Committee on Antarctic Names (US-ACAN) in onore di Walter W. Boyd, Jr., che operò come glaciologo nell'inverno del 1957 presso la base Little America nel corso dell'Anno geofisico internazionale, e condusse poi ricerche geologiche per conto dell'United States Geological Survey (USGS), nel corso di tre estati passate nei Monti Pensacola dal 1962 al 1966.

## Elementi di interesse geografico
Gli elementi di interesse geografico comprendono:
- Bennett Spur
- Cox Nunatak
- Rankine Rock